# Illan Meslier
Illan Stéphane Meslier (Lorient, 2 maart 2000) is een Frans voetballer die als doelman speelt. Hij verruilde FC Lorient in juli 2020 voor Leeds United.

## Clubcarrière
Meslier begon op 6-jarige leeftijd in de jeugdopleiding van Merlevenez en stapte in 2009 over naar de jeugdopleiding van FC Lorient en doorliep alle jeugdelftallen. Hij speelde in het seizoen 2017/18 twee wedstrijden voor het tweede elftal van Lorient. In februari 2018 tekende hij zijn eerste profcontract bij de club, ondanks interesse van AS Monaco en Chelsea. Op 14 augustus 2018 debuteerde Meslier in de hoofdmacht van Lorient in een bekerduel tegen Valenciennes FC. Daarna kreeg hij het vertrouwen en bleef hij het hele seizoen veelal in de basis.
Op 8 augustus 2019 werd bekend dat Leeds United Meslier huurde voor het seizoen 2019/20 met een koopoptie. Aanvankelijk was hij tweede keus achter Kiko Casilla en speelde vooral bij de onder 23. In januari 2020 maakte Meslier zijn debuut voor Leeds in de FA Cup tegen Arsenal. Zijn competitiedebuut maakte Meslier op 29 februari 2020 tegen Hull City. Daarna mocht Meslier vaker in de basis starten, mede door een schorsing van 8 wedstrijden voor Casilla. Aan het eind van het seizoen vierde Meslier met Leeds het kampioenschap in de Championship en promoveerde daarmee naar de Premier League. Na het seizoen tekende Meslier definitief voor Leeds. Leeds betaalde €6.500.000,- aan Lorient. Meslier kwam tot 35 optredens in zijn eerste seizoen in de Premier League. Leeds verlengde in augustus 2021 het contract van Meslier tot medio 2026.

## Interlandcarrière
Meslier speelde voor verschillende Franse jeugdelftallen. Met de onder 19 van Frankrijk speelde hij op het WK in 2019 in Polen. Op 31 mei 2021 debuteerde Meslier voor Jong Frankrijk in de kwartfinale van het EK onder 21 in 2021 in Boedapest tegen Jong Oranje (1–2 verlies).

## Erelijst
Leeds United
- Kampioen Championship

2019/20